# Grand Tower
Pour l’article homonyme, voir Grand Tower (Illinois).
La Moscow Towers est un gratte-ciel de bureaux en construction à Moscou en Russie. Il s'élèvera à 283 mètres.